# Matt McKay
Matthew „Matt“ McKay (* 11. Januar 1983 in Brisbane) ist ein australischer Fußballspieler.

## Karriere
Nach dem Besuch der Queensland Academy of Sport und des Australian Institute of Sport begann McKay seine Karriere im Erwachsenenbereich 2001 in der National Soccer League bei den Brisbane Strikers. Nach der Einstellung der Liga zum Ende der Saison 2003/04 hielt sich McKay bei Eastern Suburbs im regionalen Brisbaner Fußball fit.
Mit Einführung der nationalen Profispielklasse A-League zur Saison 2005/06 erhielt McKay ein Angebot von Queensland Roar. Seither gehört der Mittelfeldakteur zu den unumstrittenen Stammspielern des Klubs, in den ersten vier Spielzeiten verpasste er nur fünf Ligaspiele und erreichte 2008 und 2009 mit dem Team die Play-offs. 2006 und 2009 spielte er in der langen australischen Saisonpause (März bis August) auf Leihbasis bei Incheon United (Südkorea) und Changchun Yatai F.C. (China).
Nachdem er kurzzeitig in Europa für die Glasgow Rangers aktiv gewesen war, wechselte er zu Busan I'Park und kurz darauf zu Changchun Yatai F.C. Seit 2013 spielt er wieder für Brisbane Roar, mit denen er in der Saison 2013/14 die Meisterschaft gewann.

## Nationalmannschaft
McKay nahm 2003 mit der australischen U-20-Auswahl an der Junioren-WM in den Vereinigten Arabischen Emiraten teil und kam dabei im zentralen Mittelfeld seines Teams in allen vier Turnierpartien zum Einsatz. 2004 wirkte er im ozeanischen Qualifikationsturnier für die Olympischen Sommerspiele 2004 in Athen mit. Die australische Olympiaauswahl qualifizierte sich dabei durch einen Finalerfolg gegen Neuseeland für die Endrunde, an der er allerdings nicht teilnahm.
Zu seinem ersten Einsatz in der australischen A-Nationalmannschaft kam McKay am 16. August 2006 in einem Qualifikationsspiel für die Asienmeisterschaft 2007 gegen Kuwait, als er in der Nachspielzeit für Steve Corica eingewechselt wurde. Im Frühjahr 2009 schlossen sich zwei weitere Einsätze in Qualifikationsspielen für die Asienmeisterschaft 2011 an, als die Nationalelf jeweils aus in Australien tätigen Spielern zusammengestellt wurde.